# Ас-Сомосас
Ас-Сомосас (гал. As Somozas, ісп. Somozas) — муніципалітет в Іспанії, у складі автономної спільноти Галісія, у провінції Ла-Корунья. Населення — 1382 осіб (2009).
Муніципалітет розташований на відстані близько 493 км на північний захід від Мадрида, 41 км на північний схід від Ла-Коруньї.
Муніципалітет складається з таких паррокій: Ас-Енчоусас, Ресемель, Сейшас, Ас-Сомосас.

## Демографія
Динаміка населення (INE ):

## Галерея зображень

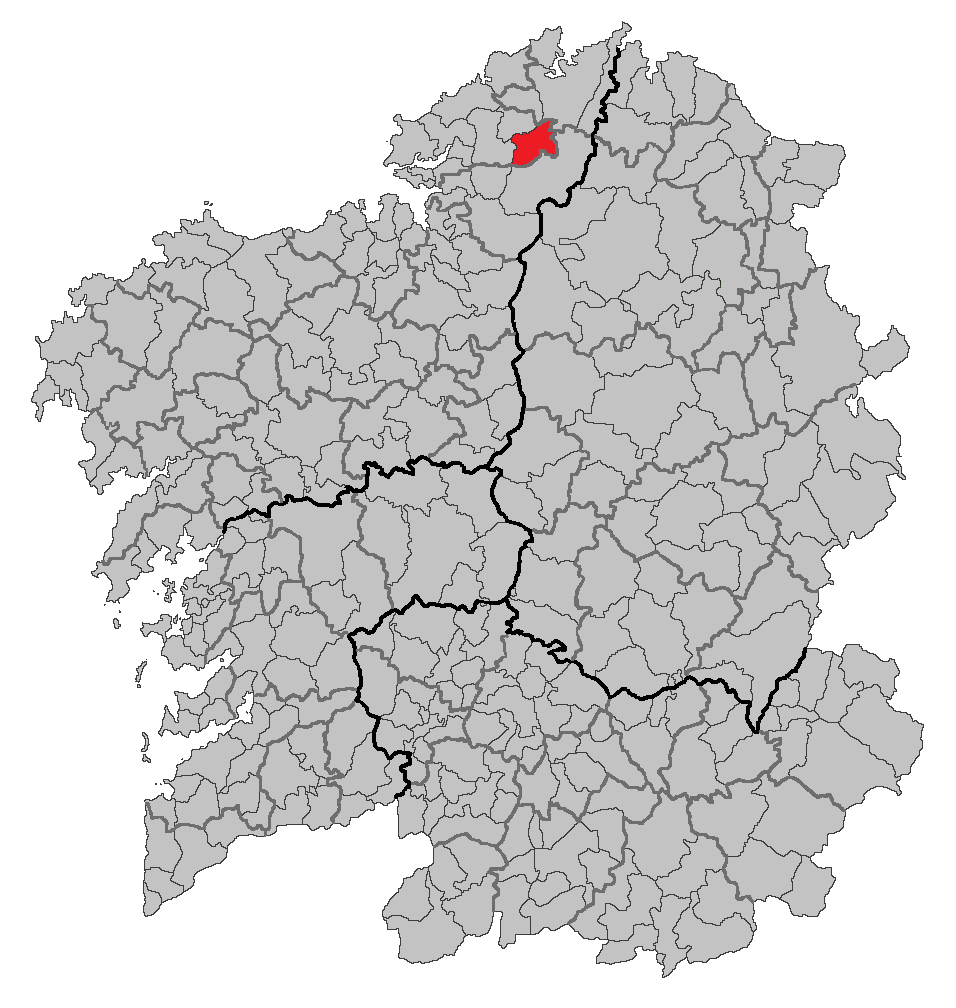
Розташування муніципалітету